# Мдина
Мдина (мальт. L-Imdina [lɪmˈdɪnɐ]; др.-греч. Μελίττη Melíttē; араб. مدينة‎)  — укрепленный город в северной части Мальты, который был столицей острова с античности до средневековья. Город по-прежнему ограничен своими стенами и имеет население чуть менее 300 человек, но он примыкает к городу Рабат, который берет свое название от арабского слова, обозначающего пригород, и имеет население более 11 000 человек (по состоянию на март 2014 года).

## История
Приблизительный возраст исторической столицы Мальты — около 4000 лет. Город расположен на вершине холма, и уже в бронзовом веке там находилось укреплённое поселение. В VIII веке до нашей эры финикийцы основали город Малет, в 218 году до нашей эры он был захвачен Римской республикой и назван Мелита. Цицерон и Тит Ливий описывали город с красивыми зданиями и благоустроенным образом жизни. Считается, что в Мелите бывал апостол Павел, который, якобы, высадился на Мальте после кораблекрушения в 60 г н. э. Апостол Павел считается родоначальником христианства на Мальте.
В конце IX века захвачен войсками династии Аглабидов и разрушен, но впоследствии восстановлен под названием Медина. В годы арабского владычества из Мдины выделили город Рабат, который вырос до больших (для Мальты) размеров, тогда как собственно Мдина начала приходить в упадок.
Начиная со средних веков Мдина — город знати. В XV веке городом управляло собрание аристократов «Университа». Когда рыцари Ордена Св. Иоанна пришли на Мальту в 1530 г., мальтийская знать готова была признать новую власть при одном условии — рыцари должны были оставить автономию Мдины неприкосновенной. Только после этого формального обещания Великий Магистр Ордена получил ключи от города. С течением веков город менял названия и статус; всё зависело от того, кто правил городом и островами. Однако во все времена Мдина сохраняла один и тот же облик, облик «Citta Notabile» или «Города — Аристократа».

## Достопримечательности
Главные Ворота Мдины, Греческие Ворота, Кафедральный Собор Св. Павла, дворец Ингуанец, дворец Св. Софии, церковь Кармелитов, дворец Архиепископа, дворец Вилена (музей естествознания), Нормандский дом, темница Мдины.
В городе снимались части сериала "Игра престолов".

## Спорт
В чемпионате Мальты по футболу город представляет основанный в 2006 году клуб «Мдина Найтс» («Мдинские Рыцари»).